# Насер-Сіті
На́сер Сіті (Медінат Наср) (араб. مدينة نصر ) — один із наймолодших районів Каїра. Його будівництво почалося в 1960-х роках, під час правління президента Гамаля Абдель Насера і район названо на його честь.
За понад 40 років пустеля на сході столиці перетворилася в житловий район площею понад 250 км² (із 1145 км² площі Каїра). Для зручності територію Насер Сіті було поділено на мікрорайони, більшість з яких забудовані багатоповерхівками. На відміну від старих районів міста, в Наср Сіті побудовані широкі вулиці для руху автомобілів.

## Будівлі

### Меморіал невідомому солдату
Дивись основну статтю: Меморіал Невідомому солдату (Каїр).
Пам'ятник у формі піраміди був споруджений з ініціативи третього президента Єгипту Анвара Садата в 1974 на честь загинувших під час Жовтневої війни 1973 року солдат. Меморіал був відкритий в 1975, а в 1981, під час параду, тут, навпроти пам'ятника, Анвар Садат був вбитий. Його могила знаходиться в цьому ж меморіалі.

### Каїрський міжнародний стадіон

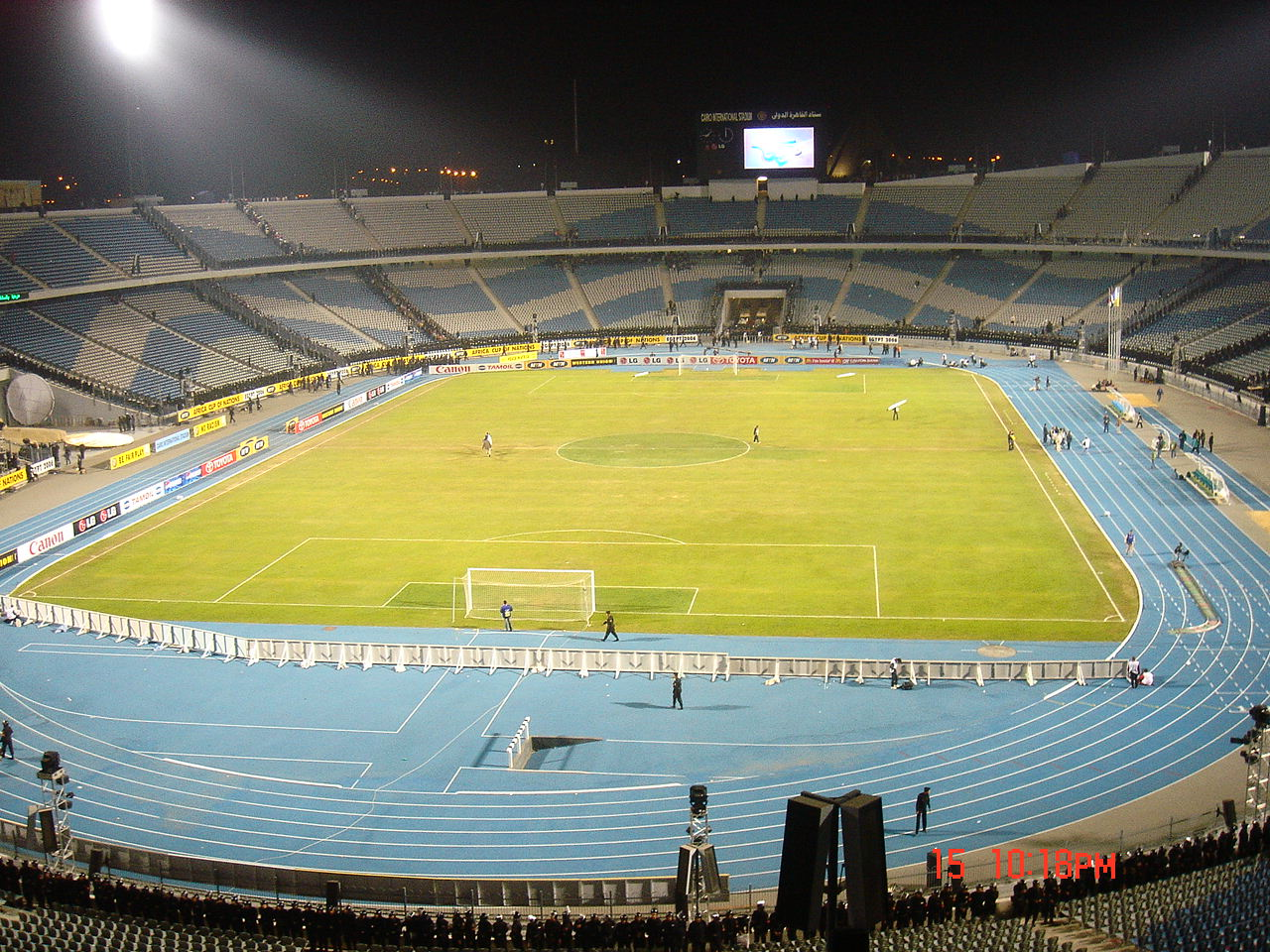
Каїрський міжнародний стадіон

Дивіться основну статтю: Каїрський міжнародний стадіон.
Стадіон відповідає олімпійським стандартам і є найбільшим стадіоном на Близькому Сході і в Африці, вміщує 74 100 чоловік. Будівництво закінчилось в 1960 році. У 2005, перед проведенням Кубка Африки 2006, стадіон був капітально відремонтований і модернізований відповідно до сучасних світових стандартів. За переказами, під час одного із матчів між командами-суперницями «Аль-Ахлі» і «Замалек» стадіон помістив 120 тисяч вболівальників.

### Торговельні центри
В районі розташовано велика кількість магазинів і торгових центрів. Найвідоміші — Geneva Mall, Tiba Mall, Citi Center, Akkad Mall, Seradg Mall. На кордоні з районом Геліополіс відкрито великий торговельний центр Citi Stars. На сьогодні він найбільший в Єгипті і досі ведеться будівництво деяких його частин.

### Інше
В районі розміщені нові корпуси найвпливовішого і стародавнього ісламського навчального закладу — університету Ель-Азхар (Al-Azhar Universiti), Міжнародний парк дружби (International Garden), Міжнародні центри конференцій (Cairo International Conferenc Center) і виставок (International Fair Grounds), Філія спортивного клубу «Ель-Ахлі» (Al Ahly Sporting Club), Парк атракціонів (Wonderland Mall), Дитячий парк (Children's Garden), Панорама 6 Жовтня (6th of October Panorama).

### Готелі
- Sonesta Hotel;
- Intercontinental;
- Holiday Inn.

## Головні вулиці
- Аббас Ель Акад — названа на честь відомого єгипетського письменника Аббаса аль-Аккада;
- Мустафа Ель Нахез — на честь  прем'єр-міністра і відомого політика в часи короля Фарука;
- Макрам Айбейд — на честь політика, міністра за часів Фарука.